# Maranas flygplats
Marana Airport eller Pinal Airpark (IATA: MZJ, ICAO: KMZJ) är en flygplats i Marana, Arizona i USA.
Den är en viktigt flygplats för underhåll, förvaring, demontering och skrotning av flygplan upp till storlek av Boeing 747. 
Flygplatsen byggdes år 1942 med tre landningsbanor. Den öppnades år 1943 som Marana Army Air Field och användes för utbildning under andra världskriget och stängdes år 1948. Ny ägare blev Pinal County. 
Under 1960-talet började Marana blir ett av dem störste skrotupplag för flygplan. 